# Céline Chludzińska Borzęcka
Céline Chludzińska Borzęcka (Antowil Orcha, 29 octobre 1833 - Cracovie, 26 octobre 1913) est une religieuse polonaise, fondatrice des sœurs de la Résurrection de Notre Seigneur Jésus-Christ et reconnue bienheureuse par l'Église catholique.

## Biographie
Née sur le territoire actuel de la Biélorussie dépendant de l'Empire russe ; après une retraite à Vilnius en 1853, elle exprime le désir de devenir visitandine mais se heurte au refus de ses parents. Céline se marie la même année avec Joseph Borzęcki ; ils ont quatre enfants dont deux meurent en bas âge. Elle se dévoue dans les œuvres caritatives parmi la population rurale, en 1863, elle soutient les insurgés.
Après la mort de son mari en 1875, Céline se rend à Rome où elle entre en contact avec l'un des fondateurs des résurrectionnistes, le père Pierre Semenenko avec qui elle a l'idée de créer la branche féminine de cette congrégation.
Avec quelques sœurs, y compris la plus jeune de ses filles, Hedwige, elle commence à pratiquer la vie communautaire en 1892. Le 6 janvier 1891, elle prononce ses vœux en présence du cardinal-vicaire Lucido Maria Parocchi ; en 1911, elle est élue supérieure générale à vie. Son institut se propage rapidement dans les pays d'Europe orientale et aux États-Unis où il exerce son apostolat en particulier en faveur de la communauté immigrée polonaise. Elle meurt à Cracovie en 1913.
La procédure de béatification est ouverte à Rome en 1944 avec le soutien du pape Pie XII. Le 11 février 1982, le pape Jean Paul II promulgue le décret des vertus héroïques lui reconnaissant le titre de vénérable. Le 16 décembre 2006, Benoît XVI reconnaît le miracle nécessaire à sa béatification, celle-ci a lieu le 27 octobre 2007 dans la basilique Saint-Jean-de-Latran.